# Proclamació d'Emancipació

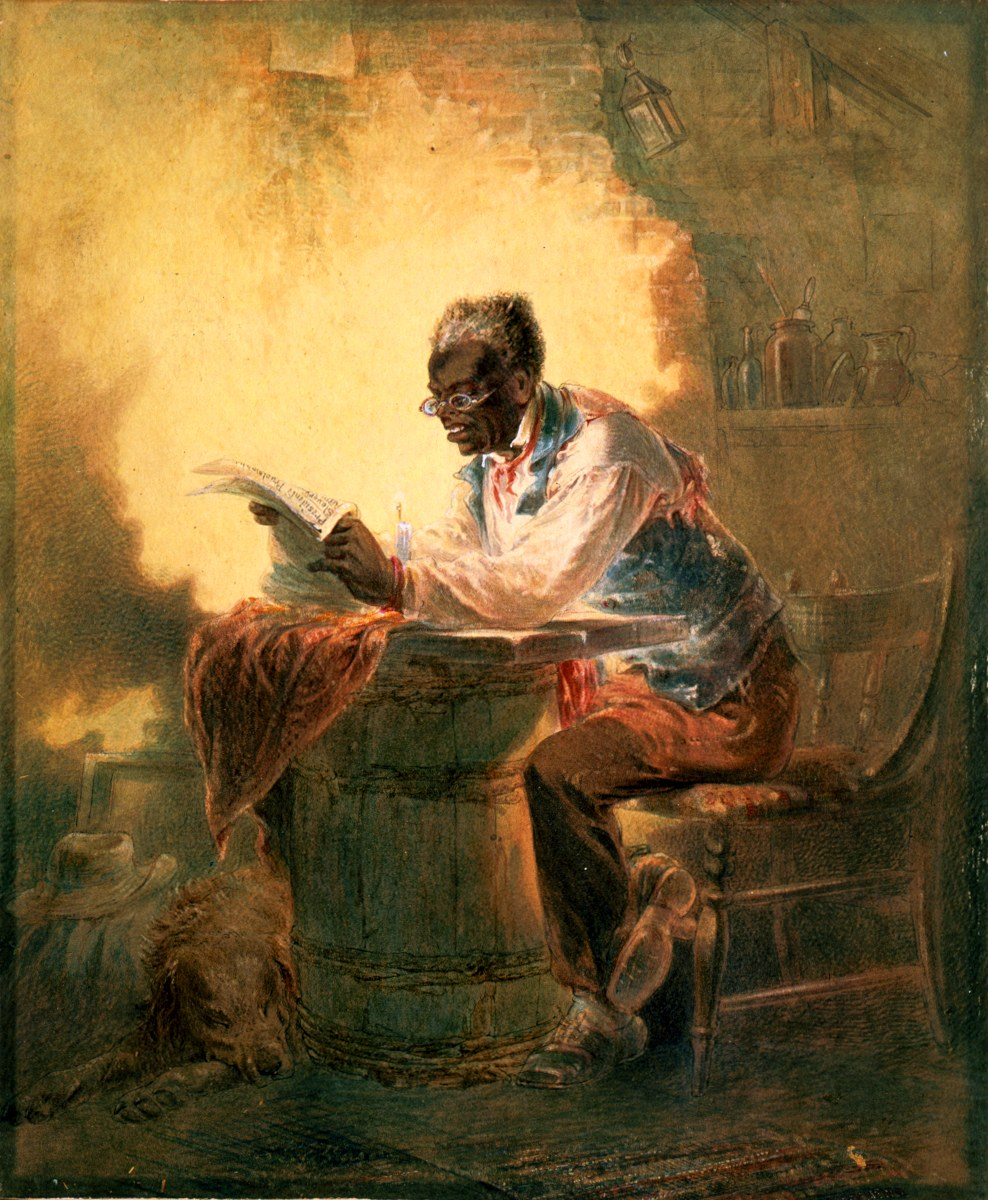
Un home esclau llegeix un diari amb la capçalera de la Proclamació de l'Emancipació, aquarel·la de prop de 1863

La Proclamació d'Emancipació consistí en dues ordres executives del President dels Estats Units Abraham Lincoln durant la Guerra civil dels Estats Units. La primera del 22 de setembre de 1862 declarava la llibertat de tots els esclaus en qualsevol dels estats confederats que no tornessin al control de la Unió l'1 de gener de 1863. La segona ordre, emesa l'1 de gener de 1863 esmentava els estats on s'aplicaria. Lincoln va emetre aquestes ordres per la seva autoritat com comandant en cap dels exèrcits dels Estats Units i segons la Constitució dels Estats Units.
La proclamació d'Emancipació va ser criticada en el seu moment per alliberar només els esclaus sobre els quals la Unió no tenia el poder. Malgrat que la majoria dels esclaus no van ésser alliberats immediatament la Proclamació va alliberar-ne milers el dia en què va tenir efecte. Texas en va ésser l'excepció.
A més la Proclamació donà un marc legal per a l'emancipació de prop de quatre milions d'esclaus de la Unió a mesura que l'exèrcit de la Unió avançava en el territori, i comprometia la Unió perquè acabés amb l'esclavitud cosa que era una decisió controvertida fins i tot en el Nord dels Estats Units.
La Proclamació no esmentava els estats fronterers entre els dos exèrcits: Kentucky, Missouri, Maryland, o Delaware, els quals mai van declarar la secessió i, per tant, en aquests estats no es van alliberar esclaus (Vegeu afer Dred Scott). L'estat de Tennessee havia tornat al control de la Unió, per tant no va ésser esmentat en la Proclamació i en va quedar exempt. A Virgínia es van fer certes excepcions en els 48 comtats que formarien posteriorment la Virgínia Occidental a més d'altres set comtats i de dues ciutats. Expressament exemptes va quedar Nova Orleans totes elles sota el control federal quan es va emetre la Proclamació.
Tanmateix, en altres territoris confederats ocupats per la Unió al costat de Tennesee la Proclamació va tenir efectes immediats i es van alliberar 20.000 esclaus.
Havent sentit la notícia de la Proclamació molts esclaus van escapar ràpidament a les línies de la Unió i en aquestes circumstàncies l'avanç cap al sud de l'exèrcit unionista significà l'alliberament en total d'uns quatre milions d'esclaus, segons el cens de 1860, cap a juliol de 1865.
Cap al final de la guerra civil els abolicionistes estaven preocupats pel fet que la Proclamació havia alliberat la majoria d'esclaus com una mesura de guerra no havia il·legalitzat l'esclavitud. Alguns estats anteriorment esclavistes havien fet lleis prohibint l'esclavitud; però en alguns pocs estats l'esclavitud continuà essent legal i de fet va existir fins que finalment es va ratificar la tretzena esmena de la Constitució dels Estats Units el 18 de desembre de 1865.